# Česká hokejová extraliga 2018/2019
Česká hokejová extraliga 2018/2019 byla 26. ročníkem nejvyšší hokejové soutěže v České republice. Sezóna se konala od 14. září 2018 do 28. dubna 2019. O soutěž níže sestoupil tým HC Dukla Jihlava, který nahradil HC Energie Karlovy Vary.

## Kluby podle krajů
- Praha:
  - HC Sparta Praha
- Středočeský kraj:
  - BK Mladá Boleslav
- Plzeňský kraj:
  - HC Škoda Plzeň
- Pardubický kraj:
  - HC Dynamo Pardubice
- Liberecký kraj:
  - Bílí Tygři Liberec
- Ústecký kraj:
  - HC Verva Litvínov
  - Piráti Chomutov
- Moravskoslezský kraj:
  - HC Oceláři Třinec
  - HC Vítkovice Ridera
- Olomoucký kraj:
  - HC Olomouc
- Zlínský kraj:
  - PSG Berani Zlín
- Karlovarský kraj
  - HC Energie Karlovy Vary
- Královéhradecký kraj:
  - Mountfield HK
- Jihomoravský kraj:
  - HC Kometa Brno

## Systém soutěže

### Základní část
Soutěže se účastnilo celkem 14 klubů. Ty se nejprve utkaly vzájemně 4× každý s každým (vždy dvakrát na svém hřišti a dvakrát na soupeřově hřišti). Po odehrání těchto 52 utkání se sestavila tabulka (vítězství bylo obodováno 3 body, vítězství v prodloužení či na samostatné nájezdy za 2 body, naopak porážka v prodloužení či na samostatné nájezdy za 1 bod a porážka v základní době není bodována vůbec). Prvních šest týmů postoupilo do playoff přímo, týmy na 7. až 10. místě postoupily do předkola playoff a níže umístěné celky se utkaly ve skupině playout.

### Playoff
V předkole playoff se utkal tým na 7. místě s týmem na 10. místě a tým na osmém místě s týmem na místě devátém. Do dalších bojů postoupil z dvojice vždy ten celek, který dříve dosáhl tří vítězství. Postoupivší týmy doplnily předchozích šest týmů v playoff, v němž se utkaly 1. tým po základní části s týmem postupujícím z předkola, který byl po základní části v tabulce extraligy hůře umístěn. Zbývající postupující z předkola se utkal s týmem na druhém místě a další dvojice vytvoří týmy na 3. a 6. místě, resp. na 4. a 5. místě. Z těchto čtyř dvojic postoupily do dalších bojů celky, jež dříve dosáhly čtyř vítězství. V semifinále se utkaly tým postupující ze čtvrtfinále, který byl po základní části nejvýše postaven ze všech čtyř semifinalistů, s týmem postoupivším ze čtvrtfinále, který byl po základní části naopak nejhorším ze všech týmů, jež do semifinále postoupily. Zbylé dva týmy utvořily druhou dvojici. Do finále postoupil z obou dvojic vždy ten celek, který dosáhl dříve čtyř vítězství. Finále se hrálo na čtyři vítězná utkání a jeho vítěz získal titul mistra extraligy a Masarykův pohár. Ve všech fázích playoff začínaly boje vždy dvěma utkáními na stadionu lépe postaveného týmu po základní části, dále následovalo jedno nebo dvě utkání (to podle vývoje série) na hřišti hůře postaveného týmu a následně – pokud je odehrání těchto utkání nutné – se týmy v pořadatelství střídaly, a to vždy po jednom zápase.

### Playout
Do playout (někdy též nazývaného jako skupina o udržení) si celky přinášely bodové zisky a počty vstřelených i obdržených branek totožné se základní tabulkou a následně se utkávaly vzájemně mezi sebou, kdy každý z týmů odehrál celkem šest utkání, a to s každým z týmů ve skupině playout (jednou coby hostitel utkání, podruhé co by hostující tým). Výsledky i bodové zisky (vítězství je bodováno 3 body, vítězství v prodloužení či na samostatné nájezdy za 2 body, naopak porážka v prodloužení či na samostatné nájezdy za 1 bod a porážka v základní době nebyla bodována vůbec) byly připočítány k ziskům po základní části a dva nejhorší týmy se utkaly se dvěma nejlepšími týmy první ligy v baráži o setrvání v extralize i pro příští sezónu.

### Baráž
V baráži se střetnou dva nejhorší týmy extraligy (po odehrání zápasů skupiny playout) s vítěznými semifinalisty první ligy. Baráž se hráje formou čtyřčlenné skupiny čtyřkolovým systémem každý s každým (celkem tedy 12 kol). Po odehrání všech utkání baráže se sestaví tabulka a týmy na prvních dvou místech budou hrát v sezóně 2019/2020 extraligu, zbylé dva týmy první ligu.

## Základní údaje

### Stadiony
Poznámka: Tabulka uvádí kluby v abecedním pořadí.
| Klub                    | Stadion               | Kapacita |
| ----------------------- | --------------------- | -------- |
| Bílí Tygři Liberec      | Home Credit Arena     | 7 500    |
| BK Mladá Boleslav       | ŠKO-ENERGO Aréna      | 4 200    |
| HC Dynamo Pardubice     | ČSOB Pojišťovna ARENA | 10 194   |
| HC Energie Karlovy Vary | KV Arena              | 6 000    |
| HC Kometa Brno          | DRFG Arena            | 7 700    |
| Mountfield HK           | Fortuna aréna         | 6 890    |
| HC Oceláři Třinec       | Werk Arena            | 5 200    |
| HC Olomouc              | ZS Olomouc            | 5 500    |
| Piráti Chomutov         | Rocknet aréna         | 5 250    |
| PSG Berani Zlín         | ZS Luďka Čajky        | 7 000    |
| HC Sparta Praha         | O2 arena              | 17 360   |
| HC Škoda Plzeň          | Home Monitoring Aréna | 8 236    |
| HC Verva Litvínov       | ZS Ivana Hlinky       | 6 011    |
| HC Vítkovice Ridera     | Ostravar Aréna        | 10 109   |

### Základní údaje
Údaje v tabulce jsou platné k začátku soutěže. Změny jsou zde.
| Klub                    | Hlavní trenér    | Kapitán          | Přestupy | Předchozí sezona | Soupisky |
| ----------------------- | ---------------- | ---------------- | -------- | ---------------- | -------- |
| HC Kometa Brno          | Libor Zábranský  | Leoš Čermák      | Zde      | Zlatá medaile    | Zde      |
| HC Oceláři Třinec       | Václav Varaďa    | Lukáš Krajíček   | Zde      | Stříbrná medaile | Zde      |
| HC Škoda Plzeň          | Ladislav Čihák   | Milan Gulaš      | Zde      | Bronzová medaile | Zde      |
| Mountfield HK           | Tomáš Martinec   | Petr Koukal      | Zde      | 4. místo         | Zde      |
| HC Vítkovice Ridera     | Jakub Petr       | Rostislav Olesz  | Zde      | 5. místo         | Zde      |
| HC Dynamo Pardubice     | Miloš Holaň      | Tomáš Rolinek    | Zde      | 6. místo         | Zde      |
| Bílí Tygři Liberec      | Filip Pešán      | Petr Jelínek     | Zde      | 7. místo         | Zde      |
| HC Olomouc              | Jan Tomajko      | Martin Vyrůbalík | Zde      | 8. místo         | Zde      |
| PSG Berani Zlín         | Robert Svoboda   | Tomáš Žižka      | Zde      | 9. místo         | Zde      |
| HC Sparta Praha         | Uwe Krupp        | Petr Vrána       | Zde      | 10. místo        | Zde      |
| BK Mladá Boleslav       | Vladimír Kýhos   | Jan Hanzlík      | Zde      | 11. místo        | Zde      |
| Piráti Chomutov         | Vladimír Růžička | Marek Tomica     | Zde      | 12. místo        | Zde      |
| HC Energie Karlovy Vary | Martin Pešout    | Václav Skuhravý  | Zde      | postup z 1. ligy | Zde      |
| HC Verva Litvínov       | Milan Razým      | Michal Trávníček | Zde      | 14. místo        | Zde      |

## Konečná tabulka základní části
| Poř. | Tým                     | Z  | V  | VP | PP | P  | VG  | OG  | B   |
| ---- | ----------------------- | -- | -- | -- | -- | -- | --- | --- | --- |
| 1.   | Bílí Tygři Liberec      | 52 | 30 | 3  | 5  | 14 | 170 | 125 | 101 |
| 2.   | HC Oceláři Třinec       | 52 | 30 | 3  | 3  | 16 | 153 | 117 | 99  |
| 3.   | HC Škoda Plzeň          | 52 | 26 | 7  | 6  | 13 | 178 | 116 | 98  |
| 4.   | Mountfield HK           | 52 | 25 | 6  | 6  | 15 | 147 | 125 | 93  |
| 5.   | HC Kometa Brno          | 52 | 23 | 7  | 5  | 17 | 149 | 133 | 88  |
| 6.   | HC Olomouc              | 52 | 24 | 3  | 7  | 18 | 127 | 136 | 85  |
| 7.   | HC Vítkovice Ridera     | 52 | 24 | 4  | 3  | 21 | 142 | 131 | 83  |
| 8.   | BK Mladá Boleslav       | 52 | 25 | 3  | 1  | 23 | 128 | 118 | 82  |
| 9.   | PSG Berani Zlín         | 52 | 22 | 3  | 5  | 22 | 143 | 144 | 77  |
| 10.  | HC Sparta Praha         | 52 | 20 | 7  | 2  | 23 | 140 | 140 | 76  |
| 11.  | HC Verva Litvínov       | 52 | 20 | 5  | 1  | 26 | 128 | 147 | 71  |
| 12.  | HC Energie Karlovy Vary | 52 | 13 | 4  | 6  | 29 | 125 | 155 | 53  |
| 13.  | Piráti Chomutov         | 52 | 13 | 3  | 5  | 31 | 116 | 174 | 50  |
| 14.  | HC Dynamo Pardubice     | 52 | 9  | 2  | 5  | 36 | 102 | 187 | 36  |

| Vysvětlivka                          |
| ------------------------------------ |
| Přímý postup do čtvrtfinále play off |
| Postup do předkola play off          |
| Účastník play out                    |

## Hráčské statistiky základní části

### Kanadské bodování
Toto je konečné pořadí hráčů podle dosažených bodů. Za jeden vstřelený gól nebo přihrávku na gól hráč získal jeden bod.
| Poř. | Hráč             | Tým                 | Z  | G  | A  | B  | TM | +/- |
| ---- | ---------------- | ------------------- | -- | -- | -- | -- | -- | --- |
| 1.   | Milan Gulaš      | HC Škoda Plzeň      | 51 | 30 | 32 | 62 | 46 | 10  |
| 2.   | Marek Kvapil     | Bílí Tygři Liberec  | 47 | 25 | 32 | 57 | 12 | 10  |
| 3.   | Petr Holík       | HC Kometa Brno      | 52 | 17 | 38 | 55 | 16 | 18  |
| 4.   | Peter Mueller    | HC Kometa Brno      | 43 | 24 | 21 | 45 | 42 | 9   |
| 5.   | Martin Růžička   | HC Oceláři Třinec   | 42 | 19 | 25 | 44 | 18 | 15  |
| 6.   | Martin Zaťovič   | HC Kometa Brno      | 52 | 22 | 19 | 41 | 30 | 15  |
| 7.   | Michal Vondrka   | BK Mladá Boleslav   | 52 | 17 | 24 | 41 | 22 | 8   |
| 8.   | Ondřej Roman     | HC Vítkovice Ridera | 50 | 14 | 26 | 40 | 20 | −1  |
| 9.   | Libor Hudáček    | Bílí Tygři Liberec  | 52 | 17 | 22 | 39 | 18 | 11  |
| 10.  | Vladimír Růžička | Piráti Chomutov     | 50 | 16 | 23 | 39 | 40 | −11 |

### Hodnocení brankářů
Toto je konečné pořadí nejlepších deseti brankářů.
| Poř. | Hráč            | Tým                 | Z  | MIN  | OG  | PZ   | PS   | POG  | Úsp%  |
| ---- | --------------- | ------------------- | -- | ---- | --- | ---- | ---- | ---- | ----- |
| 1.   | Patrik Bartošák | HC Vítkovice Ridera | 47 | 2742 | 99  | 1431 | 1530 | 2.17 | 93.53 |
| 2.   | Dominik Frodl   | HC Škoda Plzeň      | 43 | 2569 | 81  | 1052 | 1133 | 1.89 | 92.85 |
| 3.   | Jan Lukáš       | HC Olomouc          | 22 | 1255 | 49  | 589  | 638  | 2.34 | 92.32 |
| 4.   | Šimon Hrubec    | HC Oceláři Třinec   | 46 | 2638 | 96  | 1130 | 1226 | 2.18 | 92.17 |
| 5.   | Gašper Krošelj  | BK Mladá Boleslav   | 34 | 1877 | 64  | 738  | 802  | 2.05 | 92.02 |
| 6.   | Brandon Maxwell | Mountfield HK       | 29 | 1716 | 59  | 659  | 718  | 2.06 | 91.78 |
| 7.   | Matěj Machovský | HC Sparta Praha     | 45 | 2610 | 108 | 1200 | 1308 | 2.48 | 91.74 |
| 8.   | Roman Will      | Bílí Tygři Liberec  | 51 | 2941 | 111 | 1203 | 1314 | 2.26 | 91.55 |
| 9.   | Karel Vejmelka  | HC Kometa Brno      | 31 | 1762 | 70  | 754  | 824  | 2.38 | 91.50 |
| 10.  | Jaroslav Janus  | HC Verva Litvínov   | 43 | 2522 | 108 | 1141 | 1249 | 2.57 | 91.35 |

## Změny během sezóny

### Výměny trenérů
V průběhu sezóny došlo ke čtyřem změnám trenérů. Jejich přehled je uveden v tabulce:
| Tým                 | Datum změny      | Kolo | Pozice v tabulce | Odvolaný trenér   | Nově nastoupivší trenér |
| ------------------- | ---------------- | ---- | ---------------- | ----------------- | ----------------------- |
| BK Mladá Boleslav   | 13. října 2018   | 10.  | 12.              | Vladimír Kýhos    | Miloslav Hořava         |
| HC Dynamo Pardubice | 25. října 2018   | 12.  | 12.              | Miloš Holaň       | Břetislav Kopřiva       |
| HC Dynamo Pardubice | 3. prosince 2018 | 24.  | 13.              | Břetislav Kopřiva | Ladislav Lubina         |
| HC Verva Litvínov   | 24. února 2019   | 48.  | 11.              | Milan Razým       | Jiří Šlégr              |

## Pavouk play off
|  | Předkolo | Předkolo            | Předkolo           |                     |   | Čtvrtfinále | Čtvrtfinále | Čtvrtfinále |  |    | Semifinále         | Semifinále | Semifinále         |   |  | Finále | Finále | Finále |
|  |          |                     |                    |                     |   |             |             |             |  |    |                    |            |                    |   |  |        |        |        |
|  |          |                     |                    |                     |   |             |             |             |  |    |                    |            |                    |   |  |        |        |        |
|  |          | 1.                  | Bílí Tygři Liberec | 4                   |   |             |             |             |  |    |                    |            |                    |   |  |        |        |        |
|  |          |                     |                    | 4                   |   |             |             |             |  |    |                    |            |                    |   |  |        |        |        |
|  |          |                     | 8.                 | BK Mladá Boleslav   | 1 |             |             |             |  |    |                    |            |                    |   |  |        |        |        |
|  | 8.       | BK Mladá Boleslav   | 8.                 | BK Mladá Boleslav   | 1 | 3           |             |             |  |    |                    |            |                    |   |  |        |        |        |
|  | 8.       | BK Mladá Boleslav   |                    |                     |   | 3           |             |             |  |    |                    |            |                    |   |  |        |        |        |
|  | 9.       | PSG Berani Zlín     | 2                  |                     |   |             |             |             |  |    |                    |            |                    |   |  |        |        |        |
|  | 9.       | PSG Berani Zlín     | 2                  |                     |   |             |             |             |  | 1. | Bílí Tygři Liberec | 4          |                    |   |  |        |        |        |
|  |          |                     |                    |                     |   |             |             |             |  | 1. | Bílí Tygři Liberec | 4          |                    |   |  |        |        |        |
|  |          | 5.                  | HC Kometa Brno     | 2                   |   |             |             |             |  |    |                    |            |                    |   |  |        |        |        |
|  |          | 5.                  | HC Kometa Brno     | 2                   |   |             |             |             |  |    |                    |            |                    |   |  |        |        |        |
|  |          |                     |                    |                     |   |             |             |             |  |    |                    |            |                    |   |  |        |        |        |
|  |          |                     |                    |                     |   |             |             |             |  |    |                    |            |                    |   |  |        |        |        |
|  |          | 4.                  | Mountfield HK      | 0                   |   |             |             |             |  |    |                    |            |                    |   |  |        |        |        |
|  |          |                     |                    | 0                   |   |             |             |             |  |    |                    |            |                    |   |  |        |        |        |
|  |          |                     | 5.                 | HC Kometa Brno      | 4 |             |             |             |  |    |                    |            |                    |   |  |        |        |        |
|  |          |                     | 5.                 | HC Kometa Brno      | 4 |             |             |             |  |    |                    |            |                    |   |  |        |        |        |
|  |          |                     |                    |                     |   |             |             |             |  |    |                    |            |                    |   |  |        |        |        |
|  |          |                     |                    |                     |   |             |             |             |  |    |                    |            |                    |   |  |        |        |        |
|  |          |                     |                    |                     |   |             |             |             |  |    |                    | 1.         | Bílí Tygři Liberec | 2 |  |        |        |        |
|  |          |                     |                    |                     |   |             |             |             |  |    |                    |            |                    |   |  |        |        |        |
|  |          | 2.                  | HC Oceláři Třinec  | 4                   |   |             |             |             |  |    |                    |            |                    |   |  |        |        |        |
|  |          | 2.                  | HC Oceláři Třinec  | 4                   |   |             |             |             |  |    |                    |            |                    |   |  |        |        |        |
|  |          |                     |                    |                     |   |             |             |             |  |    |                    |            |                    |   |  |        |        |        |
|  |          |                     |                    |                     |   |             |             |             |  |    |                    |            |                    |   |  |        |        |        |
|  |          | 2.                  | HC Oceláři Třinec  | 4                   |   |             |             |             |  |    |                    |            |                    |   |  |        |        |        |
|  |          |                     |                    | 4                   |   |             |             |             |  |    |                    |            |                    |   |  |        |        |        |
|  |          |                     | 7.                 | HC Vítkovice Ridera | 0 |             |             |             |  |    |                    |            |                    |   |  |        |        |        |
|  | 7.       | HC Vítkovice Ridera | 7.                 | HC Vítkovice Ridera | 0 | 3           |             |             |  |    |                    |            |                    |   |  |        |        |        |
|  | 7.       | HC Vítkovice Ridera |                    |                     |   | 3           |             |             |  |    |                    |            |                    |   |  |        |        |        |
|  | 10.      | HC Sparta Praha     | 1                  |                     |   |             |             |             |  |    |                    |            |                    |   |  |        |        |        |
|  | 10.      | HC Sparta Praha     | 1                  |                     |   |             |             |             |  | 2. | HC Oceláři Třinec  | 4          |                    |   |  |        |        |        |
|  |          |                     |                    |                     |   |             |             |             |  | 2. | HC Oceláři Třinec  | 4          |                    |   |  |        |        |        |
|  |          | 3.                  | HC Škoda Plzeň     | 3                   |   |             |             |             |  |    |                    |            |                    |   |  |        |        |        |
|  |          | 3.                  | HC Škoda Plzeň     | 3                   |   |             |             |             |  |    |                    |            |                    |   |  |        |        |        |
|  |          |                     |                    |                     |   |             |             |             |  |    |                    |            |                    |   |  |        |        |        |
|  |          |                     |                    |                     |   |             |             |             |  |    |                    |            |                    |   |  |        |        |        |
|  |          | 3.                  | HC Škoda Plzeň     | 4                   |   |             |             |             |  |    |                    |            |                    |   |  |        |        |        |
|  |          |                     |                    | 4                   |   |             |             |             |  |    |                    |            |                    |   |  |        |        |        |
|  |          |                     | 6.                 | HC Olomouc          | 3 |             |             |             |  |    |                    |            |                    |   |  |        |        |        |
|  |          |                     | 6.                 | HC Olomouc          | 3 |             |             |             |  |    |                    |            |                    |   |  |        |        |        |
|  |          |                     |                    |                     |   |             |             |             |  |    |                    |            |                    |   |  |        |        |        |

### Předkolo

#### HC Vítkovice Ridera(7.) –HC Sparta Praha(10.)
| 11. března 2019 17:00 | HC Vítkovice Ridera | 2:1 (0:0, 1:0, 1:1) | HC Sparta Praha | Ostravar Aréna |  |

| Zpráva |

| 12. března 2019 17:00 | HC Vítkovice Ridera | 2:1 (0:0, 1:1, 1:0) | HC Sparta Praha | Ostravar Aréna |  |

| Zpráva |

| 14. března 2019 19:00 | HC Sparta Praha | 4:3 (1:1, 2:0, 1:2) | HC Vítkovice Ridera | O2 arena |  |

| Zpráva |

| 15. března 2019 19:00 | HC Sparta Praha | 1:5 (0:1, 1:3, 0:1) | HC Vítkovice Ridera | O2 arena |  |

| Zpráva |

Do čtvrtfinále play off postoupil tým HC Vítkovice Ridera, když zvítězil 3:1 na zápasy.

#### BK Mladá Boleslav(8.) –PSG Berani Zlín(9.)
| 11. března 2019 17:30 | BK Mladá Boleslav | 3:1 (1:0, 1:0, 1:1) | PSG Berani Zlín | ŠKO-ENERGO Aréna |  |

| Zpráva |

| 12. března 2019 19:00 | BK Mladá Boleslav | 0:2 (0:1, 0:0, 0:1) | PSG Berani Zlín | ŠKO-ENERGO Aréna |  |

| Zpráva |

| 14. března 2019 17:00 | PSG Berani Zlín | 1:2 (0:0, 1:1, 0:1) | BK Mladá Boleslav | ZS Luďka Čajky |  |

| Zpráva |

| 15. března 2019 17:00 | PSG Berani Zlín | 2:1 PP (1:1, 0:0, 0:0 - 1:0) | BK Mladá Boleslav | ZS Luďka Čajky |  |

| Zpráva |

| 17. března 2019 17:00 | BK Mladá Boleslav | 4:1 (0:1, 0:2, 0:2) | PSG Berani Zlín | ŠKO-ENERGO Aréna |  |

| Zpráva |

Do čtvrtfinále play off postoupil tým BK Mladá Boleslav, když zvítězil 3:2 na zápasy.

### Čtvrtfinále

#### Bílí Tygři Liberec(1.) –BK Mladá Boleslav(8.)
| 20. března 2019 19:00 | Bílí Tygři Liberec | 5:1 (3:0, 1:1, 1:0) | BK Mladá Boleslav | Home Credit Arena Návštěvnost: 7500 |  |

| Zpráva |

| 21. března 2019 19:00 | Bílí Tygři Liberec | 6:2 (2:1, 2:1, 2:0) | BK Mladá Boleslav | Home Credit Arena Návštěvnost: 7500 |  |

| Zpráva |

| 24. března 2019 17:30 | BK Mladá Boleslav | 4:1 (0:0, 2:1, 2:0) | Bílí Tygři Liberec | ŠKO-ENERGO Aréna Návštěvnost: 4200 |  |

| Zpráva |

| 25. března 2019 19:00 | BK Mladá Boleslav | 2:3 (1:1, 0:0, 1:2) | Bílí Tygři Liberec | ŠKO-ENERGO Aréna |  |

| Zpráva |

| 27. března 2019 | Bílí Tygři Liberec | 2:1 PP (0:0, 1:1, 0:0 - 1:0) | BK Mladá Boleslav | Home Credit Arena |  |

| Zpráva |

Do semifinále play off postoupil tým Bílí Tygři Liberec , když zvítězil 4:1 na zápasy.

#### HC Oceláři Třinec(2.) –HC Vítkovice Ridera(7.)
| 20. března 2019 17:00 | HC Oceláři Třinec | 3:2 (1:0, 1:1, 1:1) | HC Vítkovice Ridera | Werk Arena Návštěvnost: 5200 |  |

| Zpráva |

| 21. března 2019 17:00 | HC Oceláři Třinec | 3:0 (1:0, 1:0, 1:0) | HC Vítkovice Ridera | Werk Arena Návštěvnost: 5400 |  |

| Zpráva |

| 24. března 2019 15:00 | HC Vítkovice Ridera | 1:2 (0:0, 0:1, 1:0) | HC Oceláři Třinec | Ostravar Aréna Návštěvnost: 9833 |  |

| Zpráva |

| 25. března 2019 17:00 | HC Vítkovice Ridera | 2:5 (1:3, 1:0, 0:2) | HC Oceláři Třinec | Ostravar Aréna Návštěvnost: 9039 |  |

| Zpráva |

Do semifinále play off postoupil tým HC Oceláři Třinec, když zvítězil 4:0 na zápasy.

#### HC Škoda Plzeň(3.) –HC Olomouc(6.)
| 18. března 2019 19:00 | HC Škoda Plzeň | 8:1 (1:0, 2:1, 5:0) | HC Olomouc | Home Monitoring Aréna Návštěvnost: 6828 |  |

| Zpráva |

| 19. března 2019 17:00 | HC Škoda Plzeň | 2:3 PP (2:0, 0:0, 0:2 - 0:1) | HC Olomouc | Home Monitoring Aréna Návštěvnost: 7177 |  |

| Zpráva |

| 22. března 2019 17:00 | HC Olomouc | 3:2 PP (1:0, 1:1, 0:1 - 1:0) | HC Škoda Plzeň | ZS Olomouc Návštěvnost: 5500 |  |

| Zpráva |

| 23. března 2019 17:00 | HC Olomouc | 2:3 (0:0, 0:0, 2:3) | HC Škoda Plzeň | ZS Olomouc Návštěvnost: 5500 |  |

| Zpráva |

| 26. března 2019 17:00 | HC Škoda Plzeň | 2:0 (0:0, 0:0, 2:0) | HC Olomouc | Home Monitoring Aréna |  |

| Zpráva |

| 28. března 2019 17:00 | HC Olomouc | 4:1 (0:0, 2:1, 2:0) | HC Škoda Plzeň | ZS Olomouc |  |

| Zpráva |

| 30. března 2019 | HC Škoda Plzeň | 3:2 (3:0, 0:1, 0:1) | HC Olomouc | Home Monitoring Aréna |  |

| Zpráva |

Do semifinále play off postoupil tým HC Škoda Plzeň, když zvítězil 4:3 na zápasy.

#### Mountfield HK(4.) –HC Kometa Brno(5.)
| 18. března 2019 17:00 | Mountfield HK | 1:3 (0:2, 1:0, 0:1) | HC Kometa Brno | Fortuna aréna Návštěvnost: 6588 |  |

| Zpráva |

| 19. března 2019 19:00 | Mountfield HK | 0:5 (0:2, 0:1, 0:2) | HC Kometa Brno | Fortuna aréna Návštěvnost: 6890 |  |

| Zpráva |

| 22. března 2019 19:00 | HC Kometa Brno | 2:1 (0:0, 1:1, 1:0) | Mountfield HK | DRFG Arena Návštěvnost: 7700 |  |

| Zpráva |

| 23. března 2019 19:00 | HC Kometa Brno | 3:2 (2:2, 0:0, 1:0) | Mountfield HK | DRFG Arena Návštěvnost: 7700 |  |

| Zpráva |

Do semifinále play off postoupil tým HC Kometa Brno, když zvítězil 0:4 na zápasy.

### Semifinále

#### Bílí Tygři Liberec(1.) –HC Kometa Brno(5.)
| 3. dubna 2019 | Bílí Tygři Liberec | 4:3 PP (1:1, 2:2, 0:0) | HC Kometa Brno | Home Credit Arena Návštěvnost: 7500 |  |

| Zpráva |

| 4. dubna 2019 | Bílí Tygři Liberec | 2:3 PP (0:0, 2:1, 0:1) | HC Kometa Brno | Home Credit Arena Návštěvnost: 7500 |  |

| Zpráva |

| 7. dubna 2019 | HC Kometa Brno | 1:2 (1:1, 0:0, 0:1) | Bílí Tygři Liberec | DRFG Arena Návštěvnost: 7700 |  |

| Zpráva |

| 8. dubna 2019 | HC Kometa Brno | 3:2 PP (0:1, 1:1, 1:0) | Bílí Tygři Liberec | DRFG Arena Návštěvnost: 7700 |  |

| Zpráva |

| 11. dubna 2019 | Bílí Tygři Liberec | 5:2 (1:1, 2:0, 2:1) | HC Kometa Brno | Home Credit Arena Návštěvnost: 7500 |  |

| Zpráva |

| 13. dubna 2019 | HC Kometa Brno | 1:3 (1:1,0:1,0:1) | Bílí Tygři Liberec | DRFG Arena Návštěvnost: 7700 |  |

| Zpráva |

Do finále play off postoupil tým Bílí Tygři Liberec, když zvítězil 4:2 na zápasy.

#### HC Oceláři Třinec(2.) –HC Škoda Plzeň(3.)
| 3. dubna 2019 | HC Oceláři Třinec | 1:4 (0:2, 0:1, 1:1) | HC Škoda Plzeň | Werk Arena Návštěvnost: 5161 |  |

| Zpráva |

| 4. dubna 2019 | HC Oceláři Třinec | 2:3 (0:2, 1:0, 1:1) | HC Škoda Plzeň | Werk Arena Návštěvnost: 5091 |  |

| Zpráva |

| 7. dubna 2019 | HC Škoda Plzeň | 2:3 (1:0, 1:2, 0:1) | HC Oceláři Třinec | Home Monitoring Aréna Návštěvnost: 7536 |  |

| Zpráva |

| 8. dubna 2019 | HC Škoda Plzeň | 3:4 (0:0, 2:4, 1:0) | HC Oceláři Třinec | Home Monitoring Aréna Návštěvnost: 6199 |  |

| Zpráva |

| 11. dubna 2019 | HC Oceláři Třinec | 3:2 (1:1, 0:1, 2:0) | HC Škoda Plzeň | Werk Arena Návštěvnost: 5400 |  |

| Zpráva |

| 13. dubna 2019 | HC Škoda Plzeň | 3:1 (1:0,1:0,1:1) | HC Oceláři Třinec | Home Monitoring Aréna Návštěvnost: 6116 |  |

| Zpráva |

| 15. dubna 2019 | HC Oceláři Třinec | 5:1 (3:0,0:1,2:0) | HC Škoda Plzeň | Werk Arena Návštěvnost: 5400 |  |

| Zpráva |

Do finále play off postoupil tým HC Oceláři Třinec, když zvítězil 4:3 na zápasy.

### Finále

#### Bílí Tygři Liberec(1.) –HC Oceláři Třinec(2.)
| 18. dubna 2019 | Bílí Tygři Liberec | 1:2 (0:1, 1:1, 0:0) | HC Oceláři Třinec | Home Credit Arena Návštěvnost: 7500 |  |

| Zpráva |

| 19. dubna 2019 | Bílí Tygři Liberec | 3:1 (0:0, 2:1, 1:0) | HC Oceláři Třinec | Home Credit Arena Návštěvnost: 7500 |  |

| Zpráva |

| 22. dubna 2019 | HC Oceláři Třinec | 4:1 (0:1, 2:0, 2:0) | Bílí Tygři Liberec | Werk Arena Návštěvnost: 5400 |  |

| Zpráva |

| 23. dubna 2019 | HC Oceláři Třinec | 1:2 PP (0:0, 0:1, 1:0 - 0:1) | Bílí Tygři Liberec | Werk Arena Návštěvnost: 5400 |  |

| Zpráva |

| 26. dubna 2019 | Bílí Tygři Liberec | 2:3 PP (1:0, 1:1, 0:1 - 0:1) | HC Oceláři Třinec | Home Credit Arena Návštěvnost: 7500 |  |

| Zpráva |

| 28. dubna 2019 | HC Oceláři Třinec | 4:2 (1:1, 1:1, 2:0) | Bílí Tygři Liberec | Werk Arena Návštěvnost: 5400 |  |

| Zpráva |

## Hráčské statistiky play-off

### Kanadské bodování
Toto je konečné pořadí hráčů podle dosažených bodů. Za jeden vstřelený gól nebo přihrávku na gól hráč získal jeden bod.
| Poř. | Hráč            | Tým                | Z  | G | A  | B  | TM | +/- |
| ---- | --------------- | ------------------ | -- | - | -- | -- | -- | --- |
| 1.   | Martin Růžička  | HC Oceláři Třinec  | 17 | 7 | 11 | 18 | 12 | 7   |
| 2.   | Milan Gulaš     | HC Škoda Plzeň     | 14 | 6 | 8  | 14 | 6  | −2  |
| 3.   | Michal Birner   | Bílí Tygři Liberec | 17 | 7 | 6  | 13 | 8  | 2   |
| 4.   | Jan Kovář       | HC Škoda Plzeň     | 14 | 3 | 10 | 13 | 28 | −1  |
| 5.   | Marek Kvapil    | Bílí Tygři Liberec | 16 | 3 | 10 | 13 | 2  | 0   |
| 6.   | Erik Hrňa       | HC Oceláři Třinec  | 17 | 4 | 8  | 12 | 6  | 2   |
| 7.   | Martin Ševc     | Bílí Tygři Liberec | 17 | 0 | 11 | 11 | 18 | 1   |
| 8.   | Martin Zaťovič  | HC Kometa Brno     | 10 | 7 | 3  | 10 | 12 | 3   |
| 9.   | Tomáš Filippi   | Bílí Tygři Liberec | 17 | 7 | 3  | 10 | 10 | 4   |
| 10.  | Miroslav Indrák | HC Škoda Plzeň     | 14 | 4 | 6  | 10 | 6  | 3   |

### Hodnocení brankářů
Toto je konečné pořadí nejlepších deseti brankářů.
| Poř. | Hráč             | Tým                 | Z  | MIN  | OG | PZ  | PS  | POG  | Úsp%  |
| ---- | ---------------- | ------------------- | -- | ---- | -- | --- | --- | ---- | ----- |
| 1.   | Gašper Krošelj   | BK Mladá Boleslav   | 4  | 219  | 7  | 115 | 122 | 1.92 | 94.26 |
| 2.   | Libor Kašík      | PSG Berani Zlín     | 5  | 307  | 9  | 136 | 145 | 1.76 | 93.79 |
| 3.   | Marek Čiliak     | HC Kometa Brno      | 10 | 618  | 20 | 285 | 305 | 1.94 | 93.44 |
| 4.   | Patrik Bartošák  | HC Vítkovice Ridera | 8  | 476  | 19 | 269 | 288 | 2.40 | 93.40 |
| 5.   | Roman Will       | Bílí Tygři Liberec  | 17 | 1083 | 34 | 444 | 478 | 1.88 | 92.89 |
| 6.   | Šimon Hrubec     | HC Oceláři Třinec   | 17 | 1061 | 34 | 427 | 461 | 1.92 | 92.62 |
| 7.   | Branislav Konrád | HC Olomouc          | 6  | 330  | 13 | 160 | 173 | 2.36 | 92.49 |
| 8.   | Dominik Frodl    | HC Škoda Plzeň      | 14 | 818  | 31 | 382 | 413 | 2.27 | 92.49 |
| 9.   | Jan Růžička      | BK Mladá Boleslav   | 7  | 392  | 16 | 163 | 179 | 2.45 | 91.06 |
| 10.  | Jaroslav Pavelka | Mountfield HK       | 2  | 117  | 5  | 47  | 52  | 2.56 | 90.38 |

## O umístění
Fázi o umístění se někdy také říká play-out.
| Datum utkání         | Domácí                  | Hosté                   | Výsledek | Třetiny                     | Rozhodčí                                 | Report |
| -------------------- | ----------------------- | ----------------------- | -------- | --------------------------- | ---------------------------------------- | ------ |
| 1. kolo (12. března) | HC Verva Litvínov       | HC Dynamo Pardubice     | 6:3      | (1:1, 1:1, 4:1)             | Horák, Pavlovič - Ganger, Špringl        | Zde    |
| 1. kolo (12. března) | HC Energie Karlovy Vary | Piráti Chomutov         | 2:1      | (0:0, 1:1, 1:0)             | Hradil, Šír - Gebauer, Lederer           | Zde    |
| 2. kolo (15. března) | Piráti Chomutov         | HC Verva Litvínov       | 2:4      | (0:2, 1:2, 1:0)             | Bejček, R. Svoboda - Kis, Lučan          | Zde    |
| 2. kolo (15. března) | HC Dynamo Pardubice     | HC Energie Karlovy Vary | 5:1      | (1:1, 3:0, 1:0)             | Kika, Obadal - Bryška, Kajínek           | Zde    |
| 3. kolo (17. března) | HC Verva Litvínov       | HC Energie Karlovy Vary | 3:6      | (0:0, 2:3, 1:3)             | Hradil, Mrkva - Rampír, Hlavatý          | Zde    |
| 3. kolo (17. března) | HC Dynamo Pardubice     | Piráti Chomutov         | 4:7      | (1:1, 0:5, 3:1)             | O. Hejduk, Kubičík - Hanzlík, Tošenovjan | Zde    |
| 4. kolo (19. března) | HC Energie Karlovy Vary | HC Verva Litvínov       | 4:5 PP   | (0:1, 1:2, 3:1 – 0:1)       | Pražák, Úlehla - Klouček, Špringl        | Zde    |
| 4. kolo (19. března) | Piráti Chomutov         | HC Dynamo Pardubice     | 1:4      | (0:2, 1:1, 0:1)             | Hribik, Veselý – Brejcha, Malý           | Zde    |
| 5. kolo (22. března) | Piráti Chomutov         | HC Energie Karlovy Vary | 3:2 SN   | (0:0, 1:0, 1:2 – 0:0 – 1:0) | Horák, Bejček – Ganger, Špringl          | Zde    |
| 5. kolo (22. března) | HC Dynamo Pardubice     | HC Verva Litvínov       | 2:5      | (0:2, 0:2, 2:1)             | O. Hejduk, Veselý - O. Polák, Rampír     | Zde    |
| 6. kolo (24. března) | HC Energie Karlovy Vary | HC Dynamo Pardubice     | 2:1      | (0:0, 1:0, 1:1)             | Petružálek, R. Svoboda – Pešek, Jelínek  | Zde    |
| 6. kolo (24. března) | HC Verva Litvínov       | Piráti Chomutov         | 4:2      | (0:1, 3:1, 1:0)             | Bejček, Veselý - Ganger, Špringl         | Zde    |

### Tabulka
| Vysvětlivka     |
| --------------- |
| Účastník baráže |

| Poř. | Tým                     | Z  | V  | VP | PP | P  | VG  | OG  | B  |
| ---- | ----------------------- | -- | -- | -- | -- | -- | --- | --- | -- |
| 11.  | HC Verva Litvínov       | 58 | 24 | 6  | 1  | 27 | 155 | 166 | 85 |
| 12.  | HC Energie Karlovy Vary | 58 | 16 | 4  | 8  | 30 | 142 | 173 | 64 |
| 13.  | Piráti Chomutov         | 58 | 14 | 4  | 5  | 35 | 132 | 194 | 55 |
| 14.  | HC Dynamo Pardubice     | 58 | 11 | 2  | 5  | 40 | 121 | 209 | 42 |

## Baráž o extraligu
V baráži o extraligovou příslušnost v příštím ročníku se utkají čtyřkolově každý s každým (celkem 12 kol) poslední dva týmy po play out extraligy (Piráti Chomutov a HC Dynamo Pardubice) a vítězové semifinále 1. ligy (ČEZ Motor České Budějovice a Rytíři Kladno) o dvě místa v dalším ročníku extraligy.

### Tabulka
Tabulka je aktuální k 23. 4. 2019.
| Poř. | Tým                        | Z  | V | VP | PP | P  | VG | OG | B  |
| ---- | -------------------------- | -- | - | -- | -- | -- | -- | -- | -- |
| 1.   | HC Dynamo Pardubice        | 12 | 9 | 0  | 0  | 3  | 46 | 26 | 27 |
| 2.   | Rytíři Kladno              | 12 | 7 | 0  | 1  | 4  | 30 | 30 | 22 |
| 3.   | Piráti Chomutov            | 12 | 5 | 1  | 1  | 5  | 31 | 37 | 18 |
| 4.   | ČEZ Motor České Budějovice | 12 | 1 | 1  | 0  | 10 | 26 | 40 | 5  |

| Vysvětlivka                                 |
| ------------------------------------------- |
| Účastník České hokejové extraligy 2019/2020 |
| Účastník 1. ligy 2019/2020                  |

- Tým Rytíři Kladno postoupil do České hokejové extraligy 2019/2020. Tým Piráti Chomutov sestoupil do 1. ligy.

### Výsledky
| Kolo | Datum utkání | Domácí                     | Hosté                      | Výsledek | Třetiny                     | Report |
| ---- | ------------ | -------------------------- | -------------------------- | -------- | --------------------------- | ------ |
| 1.   | 29. března   | Piráti Chomutov            | Rytíři Kladno              | 2:0      | (0:0, 0:0, 2:0)             | Zde    |
| 1.   | 29. března   | HC Dynamo Pardubice        | ČEZ Motor České Budějovice | 4:1      | (2:0, 0:0, 2:1)             | Zde    |
| 2.   | 31. března   | Rytíři Kladno              | HC Dynamo Pardubice        | 0:5      | (0:0, 0:3, 0:2)             | Zde    |
| 2.   | 31. března   | ČEZ Motor České Budějovice | Piráti Chomutov            | 5:4 SN   | (3:2, 1:2, 0:0 – 0:0 – 1:0) | Zde    |
| 3.   | 2. dubna     | Piráti Chomutov            | HC Dynamo Pardubice        | 1:5      | (1:2, 0:2, 0:1)             | Zde    |
| 3.   | 2. dubna     | Rytíři Kladno              | ČEZ Motor České Budějovice | 2:0      | (1:0, 1:0, 0:0)             | Zde    |
| 4.   | 5. dubna     | ČEZ Motor České Budějovice | Rytíři Kladno              | 3:4      | (0:2, 1:2, 2:0)             | Zde    |
| 4.   | 5. dubna     | HC Dynamo Pardubice        | Piráti Chomutov            | 7:0      | (1:0, 3:0, 3:0)             | Zde    |
| 5.   | 7. dubna     | Rytíři Kladno              | Piráti Chomutov            | 4:3      | (2:3, 1:0, 1:0)             | Zde    |
| 5.   | 7. dubna     | ČEZ Motor České Budějovice | HC Dynamo Pardubice        | 3:4      | (0:2, 2:1, 1:1)             | Zde    |
| 6.   | 9. dubna     | Piráti Chomutov            | ČEZ Motor České Budějovice | 1:0      | (1:0, 0:0, 0:0)             | Zde    |
| 6.   | 9. dubna     | HC Dynamo Pardubice        | Rytíři Kladno              | 1:4      | (1:0, 0:3, 0:1)             | Zde    |
| 7.   | 12. dubna    | Piráti Chomutov            | Rytíři Kladno              | 1:3      | (1:1, 0:0, 0:2)             | Zde    |
| 7.   | 12. dubna    | HC Dynamo Pardubice        | ČEZ Motor České Budějovice | 2:0      | (0:0, 1:0, 1:0)             | Zde    |
| 8.   | 14. dubna    | Rytíři Kladno              | HC Dynamo Pardubice        | 3:5      | (2:1, 1:0, 0:4)             | Zde    |
| 8.   | 14. dubna    | ČEZ Motor České Budějovice | Piráti Chomutov            | 1:3      | (0:1, 0:1, 1:1)             | Zde    |
| 9.   | 16. dubna    | Piráti Chomutov            | HC Dynamo Pardubice        | 5:7      | (3:1, 1:4, 1:2)             | Zde    |
| 9.   | 16. dubna    | Rytíři Kladno              | ČEZ Motor České Budějovice | 4:2      | (0:0, 3:1, 1:1)             | Zde    |
| 10.  | 19. dubna    | ČEZ Motor České Budějovice | Rytíři Kladno              | 2:4      | (0:2, 2:2, 0:0)             | Zde    |
| 10.  | 19. dubna    | HC Dynamo Pardubice        | Piráti Chomutov            | 0:3      | (0:2, 0:0, 0:1)             | Zde    |
| 11.  | 21. dubna    | Rytíři Kladno              | Piráti Chomutov            | 1:2 PP   | (0:0, 1:0, 0:1 – 0:1)       | Zde    |
| 11.  | 21. dubna    | ČEZ Motor České Budějovice | HC Dynamo Pardubice        | 5:2      | (1:0, 2:0, 2:2)             | Zde    |
| 12.  | 23. dubna    | Piráti Chomutov            | ČEZ Motor České Budějovice | 6:4      | (1:1, 3:1, 2:2)             | Zde    |
| 12.  | 23. dubna    | HC Dynamo Pardubice        | Rytíři Kladno              | 4:1      | (1:0, 1:0, 2:1)             | Zde    |

## Konečné pořadí
| Pořadí           | Tým                     |
| ---------------- | ----------------------- |
| Zlatá medaile    | HC Oceláři Třinec       |
| Stříbrná medaile | Bílí Tygři Liberec      |
| Bronzová medaile | HC Škoda Plzeň          |
| 4.               | HC Kometa Brno          |
| 5.               | Mountfield HK           |
| 6.               | HC Olomouc              |
| 7.               | HC Vítkovice Ridera     |
| 8.               | BK Mladá Boleslav       |
| 9.               | PSG Berani Zlín         |
| 10.              | HC Sparta Praha         |
| 11.              | HC Verva Litvínov       |
| 12.              | HC Energie Karlovy Vary |
| 13.              | Piráti Chomutov         |
| 14.              | HC Dynamo Pardubice     |

| Umístění         | Mužstvo            | Hráči |
| ---------------- | ------------------ | --- |
| Zlatá medaile    | HC Oceláři Třinec  | Brankáři: Šimon Hrubec • Pavel Kantor Obránci: Lukáš Krajíček – • Milan Doudera • Martin Gernát • David Musil • Vladimír Roth • Guntis Galvinš • Marian Adámek • Patrik Husák • Jakub Matyáš Útočníci: Martin Růžička • Erik Hrňa • Petr Vrána • Ethan Werek • Jiří Polanský • Vladimír Dravecký • Aron Chmielewski • Tomáš Marcinko • Michal Kovařčík • Vladimír Svačina • Martin Adamský – (na play off) • David Cienciala • Štěpán Novotný • Ondřej Kovařčík Trenéři: Václav Varaďa • Marek Zadina                                                            |
| Stříbrná medaile | Bílí Tygři Liberec | Brankáři: Roman Will • Marek Schwarz Obránci: Lukáš Derner • Tomáš Havlín • Tomáš Hanousek • Ladislav Šmíd • Matěj Stříteský • Patrik Maier • Taylor Doherty • Martin Ševc • Petr Kolmann Útočníci: Libor Hudáček • Radan Lenc • Jakub Valský • Jaroslav Vlach • Petr Jelínek – • Lukáš Krenželok • Dominik Lakatoš • Jan Ordoš • Marek Kvapil • Tyler Redenbach • Ondřej Chrtek • Michal Teplý • Marek Zachar • Daniel Špaček • Adam Najman • Tomáš Filippi • Michal Birner Trenéři: Filip Pešan • Patrik Augusta                                               |
| Bronzová medaile | HC Škoda Plzeň     | Brankáři: Dominik Frodl • Kristián Kolář • Dmitrij Milčakov Obránci: Conor Allen • Peter Čerešňák • Nick Jones • Lukáš Kaňák • David Kvasnička • Jakub Kindl • Lukáš Pulpán • Roman Vráblík • Michal Moravčík • Petr Hořava Útočníci: Milan Gulaš – • Jan Eberle • Miroslav Indrák • Petr Kodýtek • Jaroslav Kracík • Ondřej Kratěna • David Stach • Vojtěch Němec • Josef Roubal • Matyáš Kantner • Jakub Pour • Václav Nedorost • Denis Kindl • Miroslav Preisinger • Petr Straka • Petr Eret • Matěj Kolda • Jan Kovář • Jan Matiášek Trenéři: Ladislav Čihák |

## Rozhodčí

### Hlavní
- Všichni

- 4 Oldřich Hejduk
- 5 Pavel Hodek
- 7 Tomáš Horák
- 8 René Hradil
- 9 Jan Hribik
- 10 Petr Lacina
- 12 Roman Mrkva
- 13 Antonín Jeřábek
- 14 Alexander Pavlovič
- 15 Vladimír Pešina
- 19 Roman Svoboda
- 21 Robin Šír
- 23 Petr Úlehla
- 56 Matěj Sýkora
- 59 Miroslav Petružálek
- 60 Daniel Pražák
- 65 Lukáš Bejček
- 66 Adam Kika
- 67 Zbyněk Kubičík
- 72 Pavel Obadal
- 73 Tomáš Veselý

### Čároví
- Všichni

- 28 Tomáš Brejcha – 37 David Jelínek
- 29 Jaromír Bryška – 74 David Klouček
- 31 Jakub Frodl – 41 Vít Komárek
- 32 Jiří Gebauer – 42 Vít Lederer
- 33 Tomáš Gerát – 35 Daniel Hynek
- 34 Marek Hlavatý – 52 Rudolf Tošenovjan
- 38 Milan Jindra – Michal Zíka
- 39 Lukáš Kajínek – 53 Kamil Zavřel
- 40 Milan Kis – 75 Lukáš Rampír
- 43 Miroslav Lhotský – 50 Jiří Svoboda
- 44 Ladislav Lučan
- 45 Jiří Ondráček – 51 Josef Špůr
- 46 Tomáš Pešek – 76 Ondřej Malý
- 70 Jiří Ganger – 71 Václav Hanzlík
- 77 Ondřej Polák

### Hlavní
- Joonas Kova
- Patric Bjälkander
- Manuel Nikolić
- Andreas Harnebring

### Čároví
Do sezóny 2018/19 nezasáhl žádný mezinárodní čárový rozhodčí.